# 평창 월정사 부도군
평창 월정사 부도군(平昌 月精寺 浮屠群)은 강원특별자치도 평창군 진부면 동산리, 월정사에 있는 22기의 승탑이다. 1984년 6월 2일 강원특별자치도의 문화재자료 제42호로 지정되었다.

## 개요
월정사에서 상원사로 가는 길의 전나무 숲속에 자리하고 있으며, 모두 22기에 이르는 승탑들이 흩어져 있다. 운공성관(雲空性觀)·금성당(金聖堂) 등의 호를 가진 승려들의 사리를 모시고 있는 이 승탑들은 낮은 받침위로 종모양의 탑몸돌을 올린 모습들이 대부분이나, 2층 기단(基壇)과 지붕돌을 갖춘 부도의 모습도 간혹 눈에 띈다. 크기는 1∼2m 내외로 그리 높지않으며, 조선시대 중기 이후에 세워진 것으로 추측된다.

## 같이 보기
- 월정사
- 승탑

## 참고 문헌
- 월정사부도군 - 국가유산청 국가유산포털